# Стривігор (музей)
«Стриві́гор» — український музей у Перемишлі, (Польща).
Заснований 1932 р. з ініціативи «Товариства прихильників українського мистецтва» на чолі з Оленою Кульчицькою, Іваном Шпитковським (кустос) і Богданом Загайкевичем (директор). Назва музею походить від назви річки Стривігор.
Його офіційна назва Український регіональний музей «Стривігор» у Перемишлі. Хоронителем (кустосем) музею в 1932—1945 рр. був д-р Іван Юліан Шпитковський, історик, активний член НТШ у Львові.
1937 р. нараховував понад 10 000 експонатів історико-археологічного, церковного (зокрема старі ікони) та етнографічного змісту.
Ліквідований польською комуністичною владою у 1945 р.
Частина експонатів «Стривігора» зберігається в Національному Музеї Перемиського Краю (пол. Narodowe Muzeum Ziemi Przemyskiej).